# Teoria dos feixes
Em topologia, um pré-feixe {\displaystyle {\mathcal {F}}} em um espaço topológico X é um funtor contravariante da categoria dos abertos de X numa categoria {\displaystyle {\mathcal {C}}}.
A categoria dos abertos de um espaço topológico tem como morfismos as inclusões, e estes são levados por um pré-feixe nos chamados morfismos de restrição. Caso o pré-feixe satisfaça duas propriedades de colagem, então ele é chamado de feixe. Geralmente a categoria {\displaystyle {\mathcal {C}}} é a categoria Ab, cujos objetos são grupos abelianos e cujos morfismos são homorfismos. Temos também os (pré)-feixes de funções, onde a imagem de um aberto é um conjunto (muitas vezes um anel) de funções dos elementos do aberto em outra categoria, comumente um corpo ou anel. 
Dizemos que os elementos de {\displaystyle {\mathcal {F}}(U)} são as seções do abertos {\displaystyle U}. Sejam {\displaystyle U} e {\displaystyle V} dois abertos de {\displaystyle X}, e {\displaystyle i_{U,V}} o morfismo inclusão de {\displaystyle U} em {\displaystyle V}. A imagem de {\displaystyle i_{U,V}} por {\displaystyle {\mathcal {F}}}  aplicada num elemento {\displaystyle s} de {\displaystyle {\mathcal {V}}} é chamada de restrição de s a U.